# András Huszti
András Huszti (Pécs, 29 gennaio 2001) è un calciatore ungherese, difensore del Fehérvár in prestito dallo Zalaegerszeg.

## Caratteristiche tecniche
È un terzino destro.

## Carriera

### Club
Inizia la propria carriera professionistica con la maglia del Tiszakécske, con cui debutta il 29 luglio 2018 in occasione dell'incontro di Nemzeti Bajnokság II perso 4-0 contro il Soroksár. Al termine della stagione si trasferisce alla Puskás Akadémia.

### Nazionale
Ha giocato nella nazionale ungherese Under-19.
Nel 2021 viene convocato dalla nazionale Under-21 per il campionato europeo di categoria.

## Statistiche
Statistiche aggiornate al 30 marzo 2021.

### Presenze e reti nei club
| Stagione        | Squadra         | Campionato      | Campionato | Campionato | Coppe nazionali | Coppe nazionali | Coppe nazionali | Coppe continentali | Coppe continentali | Coppe continentali | Altre coppe | Altre coppe | Altre coppe | Totale | Totale | Totale |
| Stagione        | Squadra         | Comp            | Pres       | Reti       | Comp            | Pres            | Reti            | Comp               | Pres               | Reti               | Comp        | Pres        | Reti        | Pres   | Reti   |        |
| --------------- | --------------- | --------------- | ---------- | ---------- | --------------- | --------------- | --------------- | ------------------ | ------------------ | ------------------ | ----------- | ----------- | ----------- | ------ | ------ | ------ |
| 2018-2019       | Tiszakécske     | NB2             | 20         | 1          | CU              | 2               | 0               |                    | -                  | -                  |             | -           | -           | 22     | 1      |        |
| 2019-2020       | Puskás Akadémia | NB1             | 2          | 0          | CU              | 2               | 0               |                    | -                  | -                  |             | -           | -           | 4      | 0      |        |
| 2020-2021       | Budafok         | NB1             | 25         | 0          | CU              | 5               | 0               |                    | -                  | -                  |             | -           | -           | 30     | 0      |        |
| 2021-2022       | Zalaegerszeg    | NB1             | 9          | 1          | CU              | 2               | 0               |                    | -                  | -                  |             | -           | -           | 11     | 1      |        |
| 2022-2023       | Zalaegerszeg    | NB1             | 24         | 1          | CU              | 4               | 1               |                    | -                  | -                  |             | -           | -           | 28     | 2      |        |
| Totale carriera | Totale carriera | Totale carriera | 80         | 2          |                 | 15              | 1               |                    | -                  | -                  |             | -           | -           | 95     | 3      |        |

## Palmarès

### Club

#### Competizioni nazionali
- Coppa d'Ungheria: 1

Zalaegerszeg: 2022-2023